# Josema Vivancos
José Manuel Vivancos García (Miranda, Cartagena; 1 de octubre de 1999) es un futbolista español que juega como delantero centro en el FC La Unión Atlético de la  Segunda RFEF .

## Trayectoria
Josema pasa por varios clubes durante su formación, los cuales fueron la EF Santa Ana, CD Juvenia, EF Ciudad Jardín y EF Torre Pacheco. El 3 de julio de 2018, tras finalizar su etapa como juvenil, firma por el Villarreal CF y es asignado al equipo C que competía en la extinta Tercera División. Debuta con el equipo el 1 de septiembre de ese año, entrando como suplente en la segunda parte en una victoria por 2-0 frente al Elche CF Ilicitano, y anota su primer gol el siguiente 12 de octubre para marcar el primer gol del partido que se saldaría en una victoria del Villarreal "C" por 4-2 frente al CD Acero.
El 6 de julio de 2021 Josema firma por el equipo de su tierra, el FC Cartagena, para jugar en su filial en la recién creada Tercera División RFEF. Consigue debutar con el primer equipo el siguiente 14 de noviembre, sustituyendo a Mo Dauda en una derrota por 0-2 frente al Girona FC en la Segunda División.

## Clubes
| Club              | País   | Año       |
| ----------------- | ------ | --------- |
| Villarreal CF "C" | España | 2018-2021 |
| FC Cartagena "B"  | España | 2021-act. |
| FC Cartagena      | España | 2021-act. |